# Nathan Thomas (waterpolo)
Nathan Thomas (nacido el 28 de agosto de 1972) es un jugador de waterpolo australiano que compitió en los Juegos Olímpicos de verano de 2000 y los Juegos Olímpicos de verano de 2004. Thomas fue el capitán de la selección de waterpolo de Australia en 2004.

## Vida personal
Thomas creció en Tamworth, Australia, donde asistió Escuela Secundaria de West Hamworth. Desde entonces se ha jubilado de waterpolo y ha enfocado en otro aspectos de su vida, como sus hijas Nioka y Zoe. Su hija Nikola se ha unido el equipo femenino de waterpolo de UC Irvine con la esperanza de una día continuar su legado y representar a Australia en los Juegos Olímpicos.